# Inés Melchor
Inés Melchor (ur. 30 sierpnia 1986 w Huancavelica) – peruwiańska lekkoatletka specjalizująca się w biegach długodystansowych.
Wielokrotna mistrzyni i rekordzistka Peru.
Jej pełne nazwisko brzmi Santa Inés Melchor Huiza. Jako trzymiesięczna dziewczynka przeniosła się z rodziną do Huancayo, uciekając przed terrorystami. W Huancayo ukończyła szkołę podstawową i średnią.
W 2003 zajęła 6. miejsce na Mistrzostwach Świata Juniorów Młodszych. Rok później uplasowała się na 11. pozycji w Mistrzostwach Świata Juniorów, na tym samym dystansie 3000 m.
Podwójna młodzieżowa mistrzyni Ameryki Południowej w biegu na 5000 m i 10 000 m. Czterokrotna mistrzyni Ameryki Południowej w biegu przełajowym (2006 – indywidualnie, 2008 – indywidualnie oraz 2010 – indywidualnie i w drużynie). Brązowa medalistka igrzysk panamerykańskich w biegu na 5000 metrów (2011). W 2012 zajęła 25. miejsce w maratonie podczas igrzysk olimpijskich w Londynie.

## Rekordy życiowe
| Konkurencja           | Rezultat | Data              | Miejsce           | Uwagi                           |
| --------------------- | -------- | ----------------- | ----------------- | ------------------------------- |
| Bieg na 1500 metrów   | 4:30,78  | 4 lipca 2004      | Alcalá de Henares |                                 |
| Bieg na 3000 metrów   | 9:28,44  | 9 lipca 2003      | Sherbrooke        |                                 |
| Bieg na 5000 metrów   | 15:30,63 | 28 listopada 2013 | Trujillo          | rekord Peru                     |
| Bieg na 10 000 metrów | 31:56,62 | 2 maja 2015       | Stanford          | rekord Peru                     |
| Półmaraton            | 1:12:28  | 10 sierpnia 2014  | Palmira           |                                 |
| Bieg maratoński       | 2:26:48  | 28 września 2014  | Berlin            | były rekord Ameryki Południowej |